# ألبرتو دي تشوريجيرا
ألبرتو دي تشوريجيرا أوكانيا (بالإسبانية: Alberto de Churriguera)‏ مهندس معماري إسباني من الحقبة الباروكية، وأحد أعضاء عائلة تشوريجيرا الفنية. وُلد في 7 أغسطس عام 1676. كان المُتعهد الأكبر الذي لعب دورًا محوريًا في بناء كاتدرائية سلامنكا الجديدة، وبدء معها أعمال بلاثا مايور أو الساحة الكبرى في سلامنكا عام 1728. قدم لوحتي قماش عن الساحة، كما قدم أعمالًا هامة أخرى في مدريد وبلد الوليد. وتُوفي في أورجاث في 27 فبراير 1750.

## حياته
وُلد ألبرتو في مدريد في شارع أوسو في حي لابابييس في 7 أغسطس 1676. هو ابن النحات الشهير خوسيه سيمون دي تشوريجيرا، المولود في برشلونة، وماريا دي أوكانيا وأخ كل من خوسيه بينيتو دي تشوريجيرا وخواكين دي تشوريجيرا، أعضاء سلالة من المهندسين المعماريين في فترة الباروكية. وتم تعميده في كنيسة القديسين خوستو وباستور في مدريد في يوم 28 أغسطس.

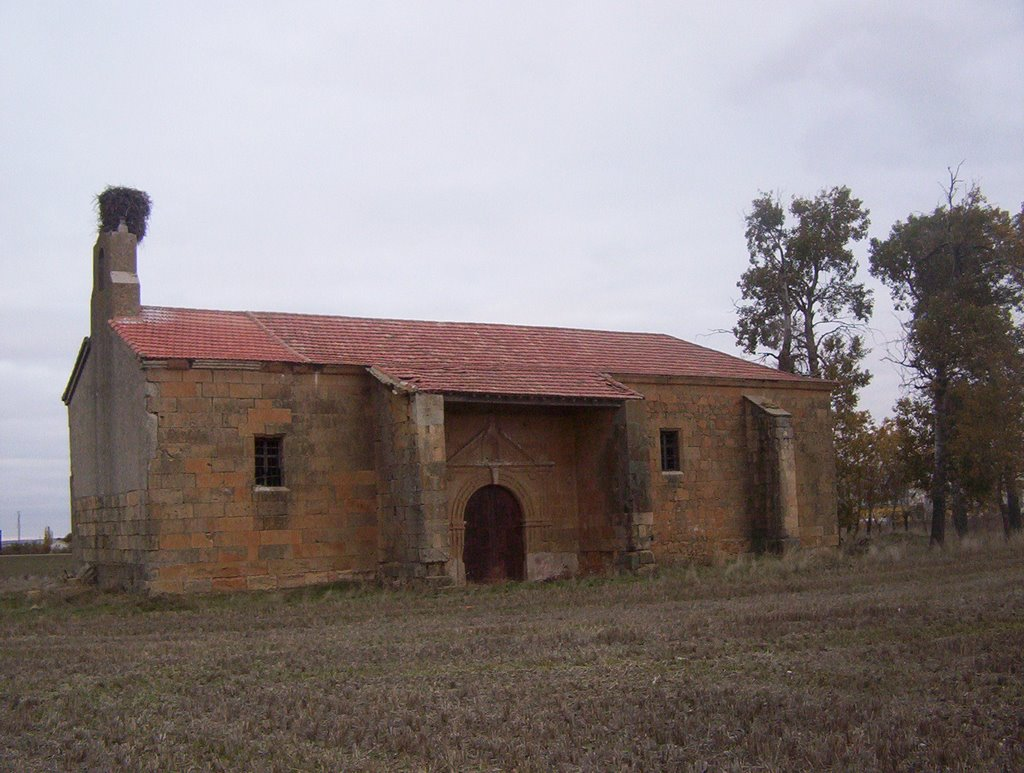
كنيسة العذراء جراسيا في بلدة بيدروسيو الرالو.

تيتم مبكرًا عام 1679، وتعلم مع شقيقه خوسيه بينيتو أعمال العمارة، مساعدًا إياه في أعمال البناء في نوفو بازتان. وفي عام 1692، صحب أخيه خوسيه في رحلته إلى سلامنكا لمساعدته في بناء ألتربيس كنيسة سان إستبان. بعد ذلك بعامين، ساعد أخيه خوسيه في أعمال كلية سان أجوستين. وفي يناير عام 1698، كان يتم التعاون الوثيق والمشترك بينهما بتوقيع أي منهما، بشكل غامض، على إيصالات أعمالهما. وفي 3 أبريل عام 1698، عُهد إليه بتنفيذ ألتربيس كبير وإطار لواجهة المذبح في كنيسة العذراء جراسيا في بلدة بيدروسيو الرالو، التي تقع على بعد 14 كيلو متر من سلامنكا، والتي عُدت المدينة التي تجاورها حينها.
وفي 13 ديسمبر عام 1723، ضرب صاعق جرس كاتدرائية سان سالبادور في أوفيدو، وتم تكليفه مع مهندسين آخرين بمتابعة الإصلاحات. تعاون في رسم وبناء ألتربيس سيدة الانتقال أو العبور للسيدة العذراء في الفترة ما بين 1724 وحتى 1726 في كاتدرائية بلاسينثيا. فيما تمت الأعمال الإنشائية في كلية كالاترابا من قبل أخيه خواكين، وفي عام 1725، وعقب وفاة أخيه، أُوكل إليه بإكمالها مع المعماري بيدرو دي جامبوا.

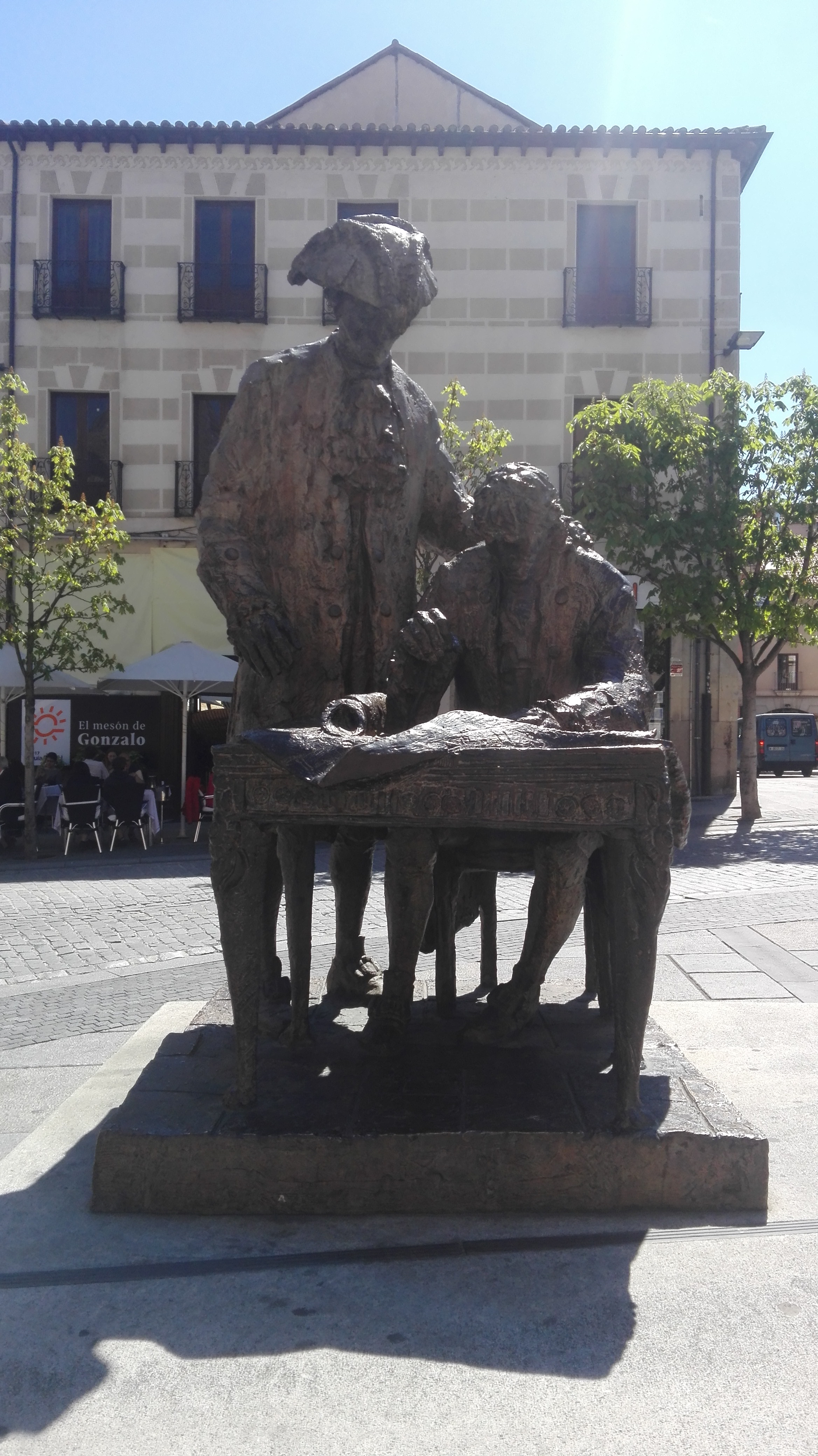
تمثال لألبرتو دي تشوريجيرا في سلامنكا.

في بلد الوليد، أسس البناء الطويل في واجهة الكاتدرائية. وقد ساعده ابن عمه مانويل دي لارا تشوريجيرا في إكمال هذا العمل. فيما يُعد العمل في كنيسة سيدة الانتقال في بلدة رويدا ببلد الوليد واحدة من أقيم أعماله المعمارية. فيما أنجز العديد من الأعمال الهامة في مدريد.
التقا كل من ألبرتو وخوسيه في مدريد عقب وفاة أخيهم خواكين في سلامنكا في سبتمبر عام 1724، حيث كلف ألبرتو بإكمال أعمال بناء كاتدرائية سلامنكا الجديدة. وعلى إثر ذلك، عاد ألبرتو إلى سلامنكا حيث كُلف رسميًا في 9 مارس عام 1725 بإتمام العمل بالكاتدرائية وكلية قونكة.
كان عمله المُستقل الأول بوصفه مقاولًا عامًا من قبل بلدية سلامنكا تصميم وبناء بلاثا مايور، والذي احتل جزءًا من مساحة الساحة القديمة سان مارتين فيما بين عامي 1725 و1733.
وفي أكتوبر عام 1738، ترك سلامنكا حيث تولى إدارة أعمال كنيسة أورجاث في طليطلة. وفي يناير عام 1744، تزوج من خوسيفا نييتو فيرنانديث، المولودة في أورجاث. وفي 25 فبراير عام 1746، وذلد ابنه خوسيه ثيساريو ألبرتو دي تشوريجيرا ونييتو، وبعد ذلك بعام في 26 مارس، وُلدت ابنته ماريا خوسيفا دي تشوريجيرا ونييتو. وتُوفي في أورجاث دون أن ينتهي من أعمال بناء الكنيسة. وقد دُفن في سرداب الكنيسة غير المنتهية حينذاك. وقد توقفت أعمال بنائها مرات عدة حتى تم الانتهاء منها في عام 1763.

## انظر ايضًا
- خواكين دي تشوريجيرا
- بيكتوريو ماتشو
- خوسيه دي إيرموسييا
- خوسيه بينيتو دي تشوريجيرا